# Who We Touch
Who We Touch è l'undicesimo album in studio del gruppo musicale alternative rock britannico The Charlatans, pubblicato nel 2010.

## Tracce
1. Love Is Ending – 3:48
2. My Foolish Pride – 4:09
3. Your Pure Soul – 5:39
4. Smash the System – 3:34
5. Intimacy – 5:12
6. Sincerity – 6:28
7. Trust in Desire – 5:09
8. When I Wonder – 3:39
9. Oh! – 5:56
10. You Can Swim – 13:02 (include le tracce nascoste On the Threshold e I Sing the Body Eclectic)

## Formazione
- Tim Burgess - voce
- Mark Collins - chitarre
- Tony Rogers - tastiere, cori
- Martin Blunt - basso
- Jon Brookes - batteria